# Ayuntamiento de Jerez de la Frontera
El Ayuntamiento de Jerez es el organismo encargado del gobierno y administración del municipio de Jerez de la Frontera, España.

## Alcaldes
| Periodo   | Nombre                                                                      | Partido                                                       |
| --------- | --------------------------------------------------------------------------- | ------------------------------------------------------------- |
| 1979-1983 | Pedro Pacheco Herrera                                                       | Partido Andalucista (PA)                                      |
| 1983-1987 | Pedro Pacheco Herrera                                                       | Partido Andalucista (PA)                                      |
| 1987-1991 | Pedro Pacheco Herrera                                                       | Partido Andalucista (PA)                                      |
| 1991-1995 | Pedro Pacheco Herrera                                                       | Partido Andalucista (PA)                                      |
| 1995-1999 | Pedro Pacheco Herrera                                                       | Partido Andalucista (PA)                                      |
| 1999-2003 | Pedro Pacheco Herrera                                                       | Partido Andalucista (PA)                                      |
| 2003-2007 | María José García-Pelayo Jurado (2003-2005) Pilar Sánchez Muñoz (2005-2007) | Partido Popular (PP) Partido Socialista Obrero Español (PSOE) |
| 2007-2011 | Pilar Sánchez Muñoz                                                         | Partido Socialista Obrero Español (PSOE)                      |
| 2011-2015 | María José García-Pelayo Jurado                                             | Partido Popular (PP)                                          |
| 2015-2019 | Mamen Sánchez Díaz                                                          | Partido Socialista Obrero Español (PSOE)                      |
| 2019-2023 | Mamen Sánchez Díaz                                                          | Partido Socialista Obrero Español (PSOE)                      |
| 2023-act. | María José García-Pelayo Jurado                                             | Partido Popular (PP)                                          |

## Pleno municipal

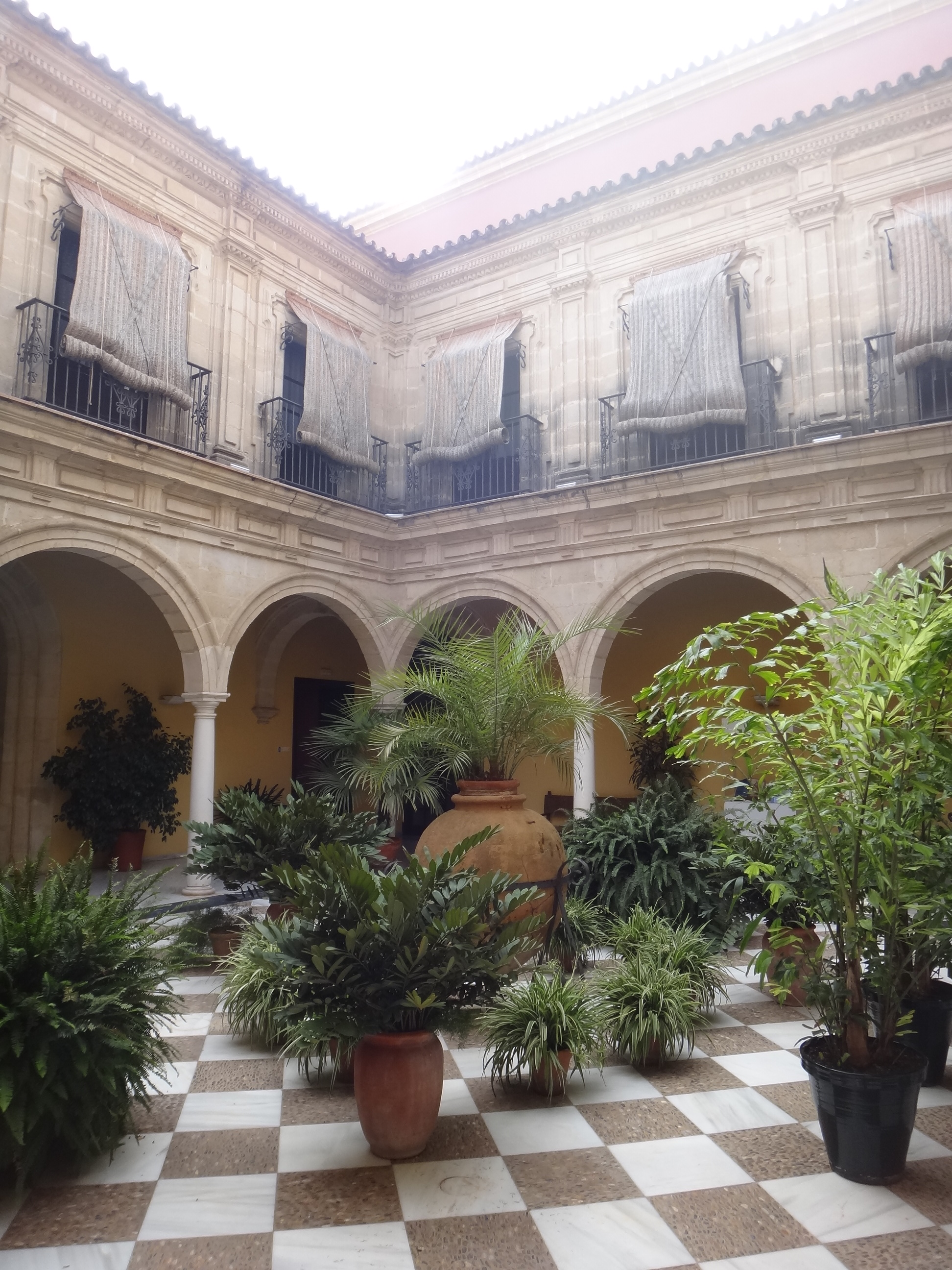
Patio principal

El pleno del Ayuntamiento de Jerez es el órgano de máxima representación política de la ciudadanía de Jerez de la Frontera en el gobierno de la ciudad. Se configura como órgano de debate que establece las líneas de actuación municipal y resuelve las cuestiones estratégicas, con funciones de tipo constitutivo, planificador, reglamentario y fiscalizador de la función ejecutiva, y ejerce las atribuciones enumeradas en el artículo 22 de la Ley 7/1985, de 2 de abril, y las demás que expresamente le confieren las Leyes.

## Junta de Gobierno local

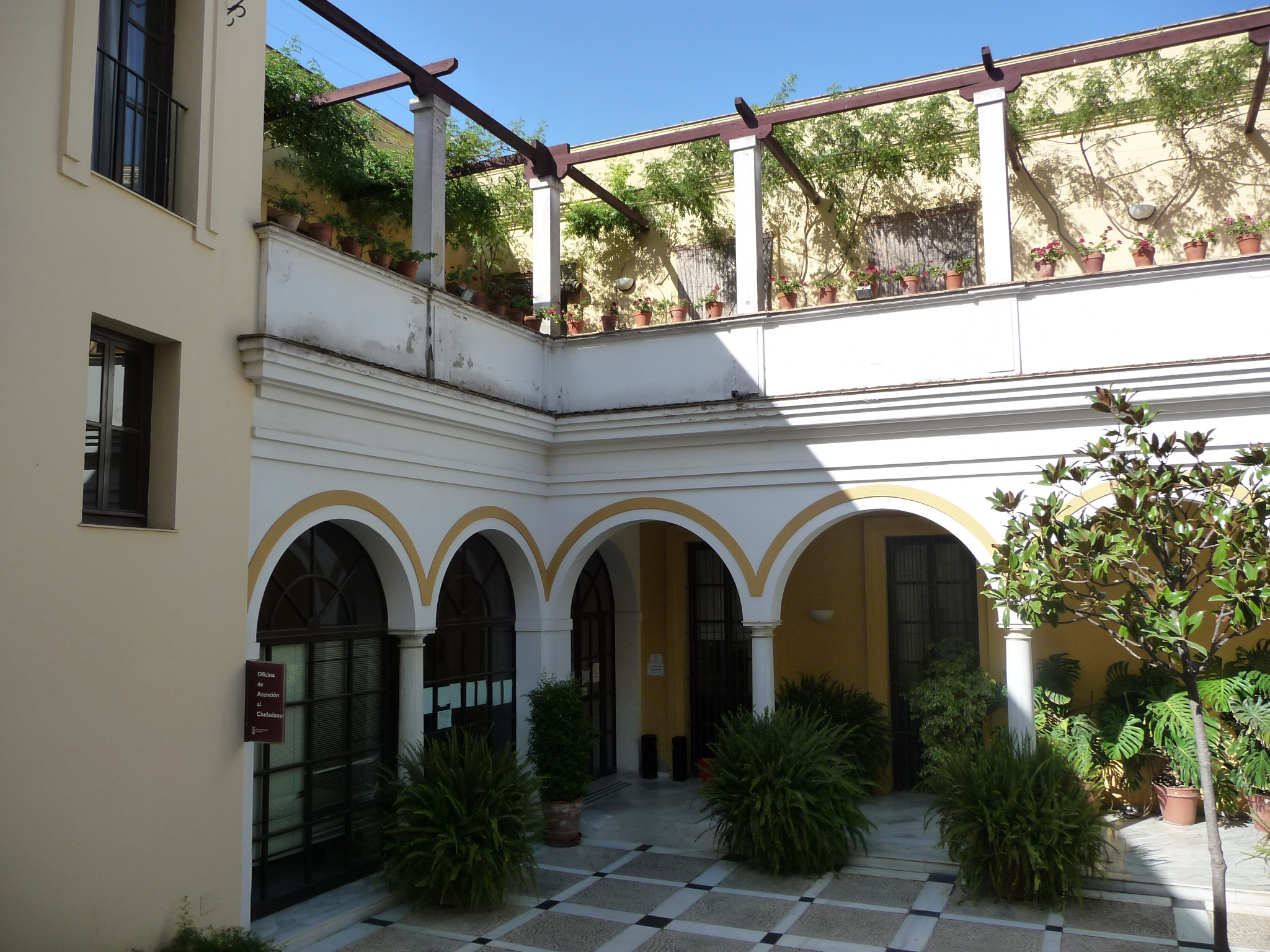
Patio de acceso a la Oficina de Atención al Ciudadano

La Junta de Gobierno Local es el órgano que bajo la presidencia de la alcaldesa y un número de concejales no superior al tercio del número legal de los mismos, nombrados y separados libremente por ésta, colabora de forma colegiada en la función de dirección política que a este corresponde, ejerciendo funciones ejecutivas y administrativas señaladas en el artículo 23 de la Ley 7/85 de Bases de Régimen Local.
La Junta de Gobierno Local está compuesta por:
- María del Carmen Sánchez Díaz, presidenta-alcaldesa
- Laura Álvarez Cabrera, Secretaria-primera teniente de Alcaldía
- José Antonio Díaz Hernández, teniente de Alcaldía
- Francisco Camas Sánchez, teniente de Alcaldía
- Ana Herica Ramos Campos, concejal
- Juan Antonio Cabello Torres, concejal
- Jesús Alba Guerra, concejal
- María del Carmen Collado Jiménez, concejal
- Rubén Pérez Carvajal, concejal
- Isabel Gallardo Mérida, concejal

## Estructura del Gobierno municipal
Presidenta-Alcaldesa: María José García-Pelayo

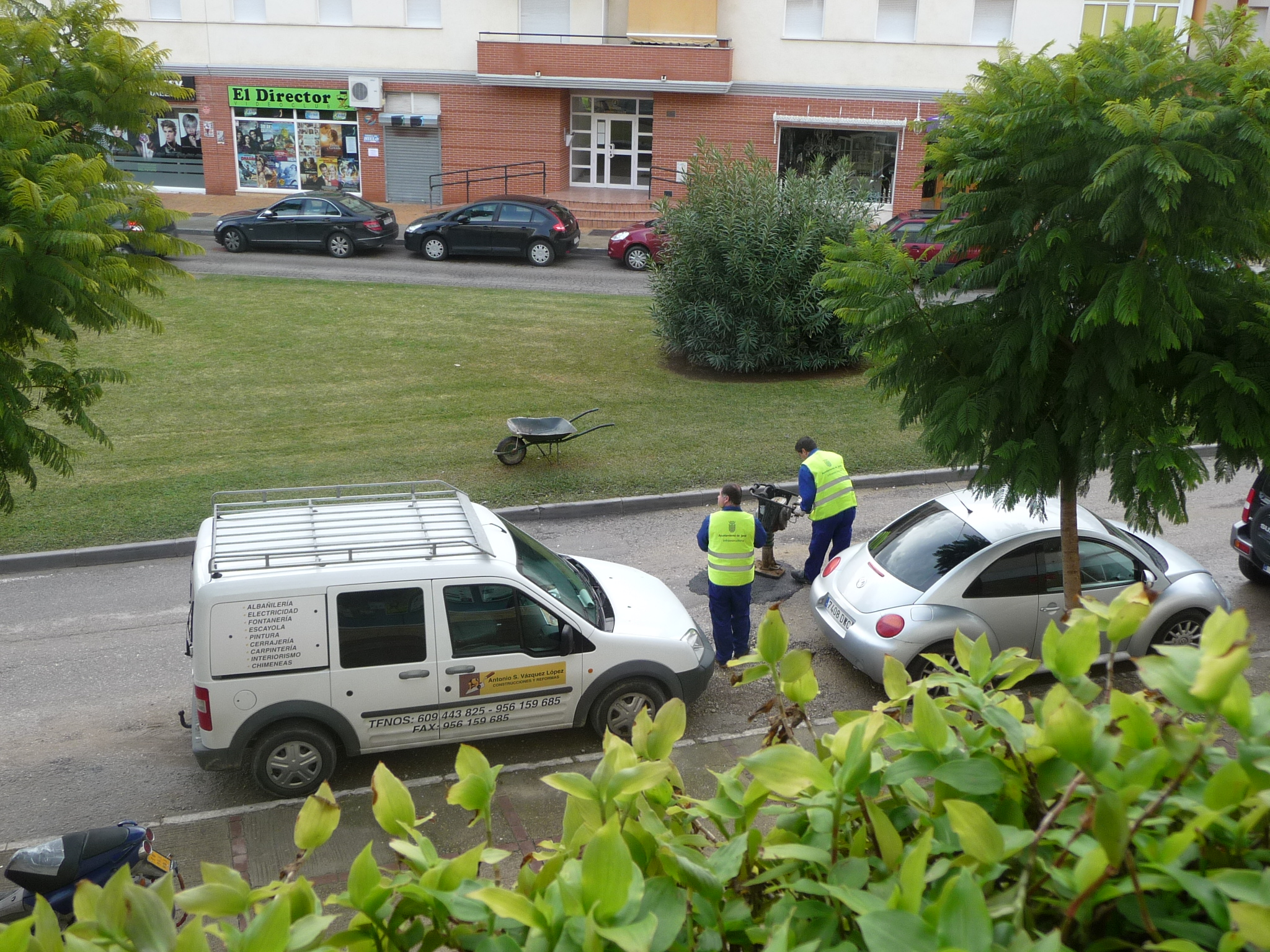
Reparación de asfalto por operarios municipales

- Laura Álvarez Cabrera: Primera Teniente de Alcaldía. Áreas delegadas de Economía productiva, Hacienda, y Recursos Humanos.
- José Antonio Díaz Hernández. Segundo Teniente de Alcaldía. Áreas de Urbanismo, Infraestructura y Desarrollo.
- Francisco Camas Sánchez: Tercer Teniente de Alcaldía. Áreas de Dinamización Cultural y Patrimonio Histórico.
- Mª del Carmen Collado Jiménez. Delegada de Acción Social y Políticas inclusivas.
- Juan Antonio Cabello Torres. Delegado de Reactivación Económica, captación de Inversiones, Educación y Empleo.
- Isabel Gallardo Mérida. Delegada de Turismo, Comercio y Consumo.
- Jesús Alba Guerra. Delegado de Deportes y Medio Rural.
- Rubén Pérez Carvajal. Delegado de Seguridad Ciudadana, Movilidad, Protección, Bienestar Animal y Fiestas.
- Ana Herica Ramos Campos. Delegada de Igualdad, Políticas de Juventud e Infancia, Diversidad, Vivienda y coordinación de Distritos.

## Sede
El Ayuntamiento actual se ubica en el antiguo Hospital de la Caridad, rehabilitado de 1987 (tras un breve paso por Madre de Dios). Antiguamente el consistorio tuvo su sede en la antigua casa del Cabildo, ubicada en la plaza de la Asunción.

## Patrimonio artístico

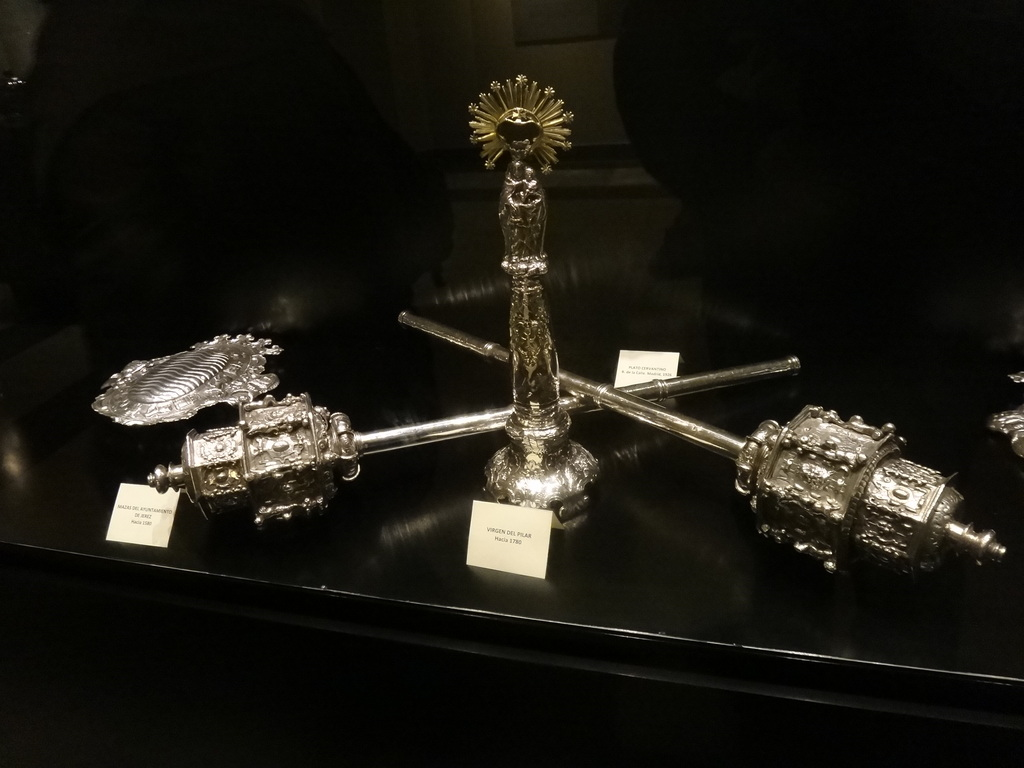
Mazas del Ayuntamiento

El ayuntamiento cuenta con un rico patrimonio artístico, que incluye pinturas y objetos de diverso tipo del siglo XVI en adelante.
Igualmente, ha realizado Catálogo de Bienes de Carácter Singular incluido en la Carta Arqueológica de la ciudad, que incluye material urbano reciente de valor.
Cuenta con una Galería de Personalidades Ilustres.

## Bodega
Tiene en su interior una bodega para recibir visitas ilustres, que en 2017 se abrió a visitas del público en general.

## Personal
Cuenta con una amplia plantilla para atender las competencias municipales.
Con la venida de la democracia se restituyeron cargos depurados durante el franquismo.

## Oficinas

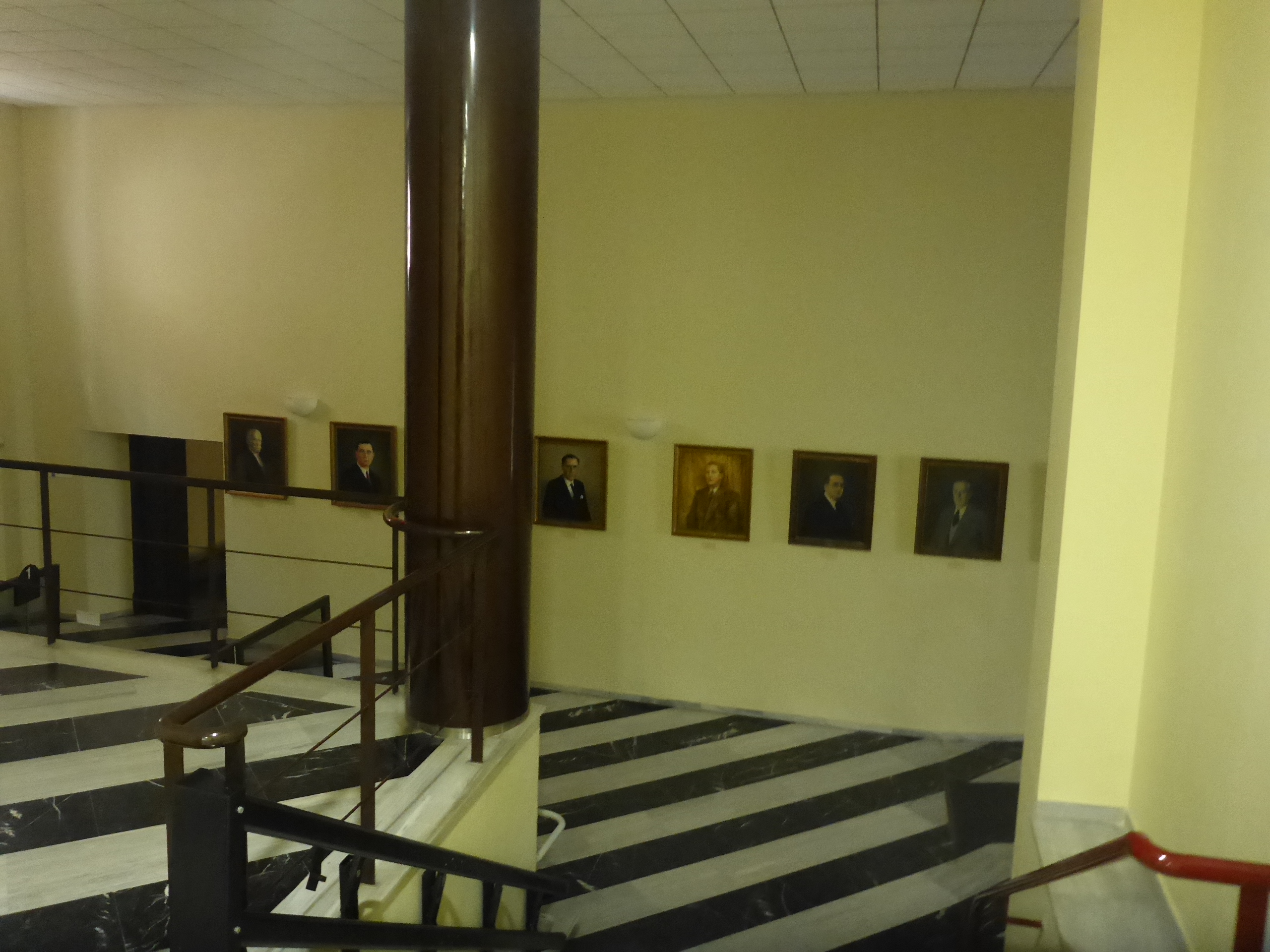
Retratos de los alcaldes

La entidad ha aprobado la creación de una oficina municipal de la Memoria Democrática que "abarcará todo hecho acontecido desde el inicio de la Guerra Civil hasta el final de la dictadura franquista en el término municipal de Jerez".

### Distinciones

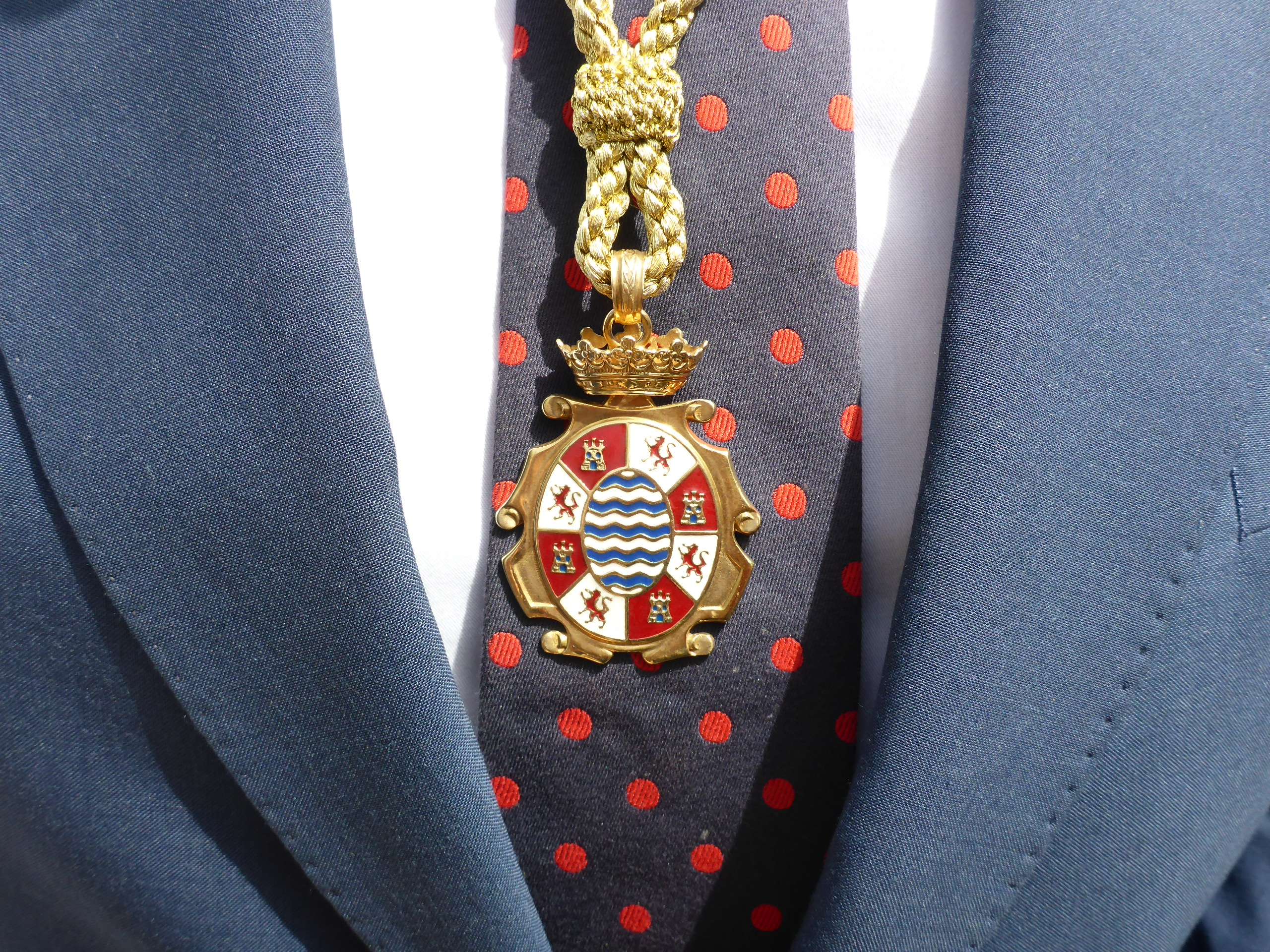
Medalla de concejal

Entre otras distinciones como Hijo Predilecto, Hijo Adoptivo, Medalla de Oro, el Ayuntamiento otorga anualmente los Premios Racimo y Filoxera como reconocimiento a la labor de personas o instituciones a favor y en contra (respectivamente) de la igualdad de género, también los "Acceso" por la integración de personas con discapacidad.
En 2017 el Ayuntamiento retiró varias distinciones en aplicación de la Ley de Memoria Histórica a diversas personalidades como Pemán, Fraga, Jesús Romeo Gorrío o Arizón.
En 2018 se instauran los Premios 'Ciudad de Jerez Ángel Nieto' dedicados al motorista.
En 2018 se instauran los premios Andalucía.

### Situación económica
En 2017 se crea el "Observatorio Ciudadano Municipal de Jerez", una iniciativa ciudadana para la implantación de un gobierno abierto que destaca los problemas financieros del Ayuntamiento.

## Pleno
| Partido político | Partido político                                                    | 2023   | 2019   | 2015   | 2011   | 2007   | 2003   | 1999   | 1995   | 1991   | 1987   | 1983   | 1979   |
| Partido político | Partido político                                                    | Ediles | Ediles | Ediles | Ediles | Ediles | Ediles | Ediles | Ediles | Ediles | Ediles | Ediles | Ediles |
|                  | Partido Popular (PP)-Alianza Popular (AP)                           | 14     | 9      | 11     | 15     | 7      | 8      | 7      | 7      | 2      | 3      | 4      | 0      |
|                  | Partido Socialista Obrero Español (PSOE)                            | 9      | 10     | 7      | 5      | 15     | 9      | 6      | 5      | 7      | 7      | 7      | 6      |
|                  | Vox                                                                 | 2      | 0      | —      | —      | —      | —      | —      | —      | —      | —      | —      | —      |
|                  | Izquierda Unida (IU)                                                | 2      | 3      | 2      | 3      | 1      | 1      | 2      | 3      | 2      | 0      | —      | —      |
|                  | Ciudadanos (CS)                                                     | 0      | 4      | 2      | —      | —      | —      | —      | —      | —      | —      | —      | —      |
|                  | Ganemos Jerez (GJ)                                                  | —      | 1      | 5      | —      | —      | —      | —      | —      | —      | —      | —      | —      |
|                  | Foro Ciudadano de Jerez (FCJ)                                       | —      | —      | —      | 4      | —      | —      | —      | —      | —      | —      | —      | —      |
|                  | Partido Socialista de Andalucía (PSA)                               | —      | —      | —      | —      | 4      | 9      | 12     | 0      | 16     | 17     | 16     | 8      |
|                  | Partido Andaluz del Progreso (PAP)                                  | —      | —      | —      | —      | —      | —      | —      | 12     | —      | —      | —      | —      |
|                  | Centro Democrático y Social (CDS)-Unión de Centro Democrático (UCD) | —      | —      | —      | —      | —      | —      | —      | —      | —      | 0      | —      | 7      |
|                  | Partido Comunista de España (PCE)                                   | —      | —      | —      | —      | —      | —      | —      | —      | —      | —      | 0      | 6      |

## Resultados electorales
| Partido político                                                    | 2023   | 2023  | 2023   | 2019   | 2019  | 2019   | 2015   | 2015  | 2015   | 2011   | 2011  | 2011   | 2007   | 2007  | 2007   | 2003   | 2003  | 2003   | 1999   | 1999  | 1999   | 1995   | 1995  | 1995   | 1991   | 1991  | 1991   | 1987   | 1987  | 1987   | 1983   | 1983  | 1983   | 1979   | 1979  | 1979   |
| Partido político                                                    | Votos  | %     | Ediles | Votos  | %     | Ediles | Votos  | %     | Ediles | Votos  | %     | Ediles | Votos  | %     | Ediles | Votos  | %     | Ediles | Votos  | %     | Ediles | Votos  | %     | Ediles | Votos  | %     | Ediles | Votos  | %     | Ediles | Votos  | %     | Ediles | Votos  | %     | Ediles |
| Partido Popular (PP)-Alianza Popular (AP)                           | 40 416 | 42,77 | 14     | 24 614 | 28,09 | 9      | 30 761 | 34,12 | 11     | 45 667 | 45,56 | 15     | 23 599 | 25,80 | 7      | 24 977 | 27,92 | 8      | 19 657 | 25,12 | 7      | 19 734 | 25,42 | 7      | 6 741  | 10,11 | 2      | 8428   | 11,00 | 3      | 10 260 | 14,27 | 4      | 1086   | 1,74  | 0      |
| Partido Socialista Obrero Español (PSOE)                            | 28 239 | 29,88 | 9      | 27 883 | 31,83 | 10     | 21 820 | 24,20 | 7      | 14 358 | 14,64 | 5      | 46 671 | 51,03 | 15     | 29 184 | 32,63 | 9      | 17 914 | 22,89 | 6      | 15 508 | 19,97 | 5      | 17 849 | 26,77 | 7      | 18 261 | 23,82 | 7      | 19 312 | 26,87 | 7      | 12 904 | 20,66 | 6      |
| Vox                                                                 | 8029   | 8,49  | 2      | 4294   | 4,90  | 0      | —      | —     | —      | —      | —     | —      | —      | —     | —      | —      | —     | —      | —      | —     | —      | —      | —     | —      | —      | —     | —      | —      | —     | —      | —      | —     | —      | —      | —     | —      |
| Izquierda Unida (IU)                                                | 6512   | 6,89  | 2      | 9712   | 11,09 | 3      | 6 594  | 7,31  | 2      | 11 272 | 11,49 | 3      | 5292   | 5,79  | 1      | 4536   | 5,07  | 1      | 5 268  | 6,73  | 2      | 8 621  | 11,10 | 3      | 4705   | 7,06  | 2      | 3479   | 4,54  | 0      | —      | —     | —      | —      | —     | —      |
| Ciudadanos (CS)                                                     | 2187   | 2,31  | 0      | 11 941 | 13,63 | 4      | 8 009  | 8,88  | 2      | —      | —     | —      | —      | —     | —      | —      | —     | —      | —      | —     | —      | —      | —     | —      | —      | —     | —      | —      | —     | —      | —      | —     | —      | —      | —     | —      |
| Ganemos Jerez (GJ)                                                  | —      | —     | —      | 4 604  | 5,25  | 1      | 14 631 | 16,23 | 5      | —      | —     | —      | —      | —     | —      | —      | —     | —      | —      | —     | —      | —      | —     | —      | —      | —     | —      | —      | —     | —      | —      | —     | —      | —      | —     | —      |
| Foro Ciudadano de Jerez (FCJ)                                       | —      | —     | —      | —      | —     | —      | —      | —     | —      | 13 763 | 14,03 | 4      | —      | —     | —      | —      | —     | —      | —      | —     | —      | —      | —     | —      | —      | —     | —      | —      | —     | —      | —      | —     | —      | —      | —     | —      |
| Partido Socialista de Andalucía (PSA)                               | —      | —     | —      | —      | —     | —      | —      | —     | —      | —      | —     | —      | 11 967 | 13,09 | 4      | 27 219 | 30,43 | 9      | 32 243 | 41,20 | 12     | 1 265  | 1,63  | 0      | 36 113 | 54,16 | 16     | 43 870 | 57,23 | 17     | 39 231 | 54,58 | 16     | 17 560 | 28,11 | 8      |
| Partido Andaluz del Progreso (PAP)                                  | —      | —     | —      | —      | —     | —      | —      | —     | —      | —      | —     | —      | —      | —     | —      | —      | —     | —      | —      | —     | —      | 31 928 | 41,12 | 12     | —      | —     | —      | —      | —     | —      | —      | —     | —      | —      | —     | —      |
| Centro Democrático y Social (CDS)-Unión de Centro Democrático (UCD) | —      | —     | —      | —      | —     | —      | —      | —     | —      | —      | —     | —      | —      | —     | —      | —      | —     | —      | —      | —     | —      | —      | —     | —      | —      | —     | —      | 1648   | 2,14  | 0      | —      | —     | —      | 16 295 | 26,08 | 7      |
| Partido Comunista de España (PCE)                                   | —      | —     | —      | —      | —     | —      | —      | —     | —      | —      | —     | —      | —      | —     | —      | —      | —     | —      | —      | —     | —      | —      | —     | —      | —      | —     | —      | —      | —     | —      | 2 611  | 3,63  | 0      | 13 608 | 21,78 | 6      |

## Evolución de la deuda viva municipal
El concepto de deuda viva contempla sólo las deudas con cajas y bancos relativas a créditos financieros, valores de renta fija y préstamos o créditos transferidos a terceros, excluyéndose, por tanto, la deuda comercial.
| Gráfica de evolución de la deuda viva del Ayuntamiento entre 2008 y 2023                        |
|                                                                                                 |
| Deuda viva del Ayuntamiento de Jerez, en miles de euros, según datos del Ministerio de Hacienda |